# کاوچینی
کاوچینی (به اسپانیایی: K'awchini) یک کوه در پرو است که در Peru, Puno Region, El Collao Province واقع شده‌است. کاوچینی ۵٬۰۰۰ متر بالاتر از سطح دریا واقع شده‌است.